# Mel (skala)

Skala melowa – zależność subiektywnie odbieranej wysokości dźwięku od obiektywnie mierzonej częstotliwości w hercach

Mel – nieliniowa skala wysokości dźwięku mierzona metodą akustyki psychologicznej określającej subiektywny odbiór poziomu dźwięku przez ucho ludzkie względem obiektywnej skali pomiaru częstotliwości dźwięku w hercach.

## Historia
Skala określona została w 1937 roku przez S. Stevensa, J. Volkmana oraz E. Newmana. Nazwa pochodzi od pierwszych trzech liter słowa ang. melody, melodia. W 1946 r. S. Stevens opublikował pracę pt. On the Theory of Scales of Measurement, co zainicjowało rozwój pomiarów psychofizycznych metodami skalowania.
Jednostką częstotliwości w tej skali jest mel. Zależność między skalą mel i Hz ma charakter nieliniowy i określa się ją wzorem:
{\displaystyle m=2595\log _{10}\left(1+{\frac {f}{700}}\right).}
Na podstawie pomiarów przyjęto założenie, że ton o częstotliwości 1000 Hz przy poziomie ciśnienia akustycznego 40 dB powyżej progu słyszalności ma 1000 meli. Liczba meli jest proporcjonalna do wysokości danego dźwięku przy określonej jego częstotliwości i głośności.
Ze względu na to, że skala melowa wyraża subiektywne odczucie dźwięku, nie istnieje tylko jedna tego typu skala. Popularna formuła wyliczania skali może być wyrażona wzorem:
{\displaystyle m=2595\log _{10}\left(1+{\frac {f}{700}}\right)=1127\log _{e}\left(1+{\frac {f}{700}}\right)}
lub jego inwersją:
{\displaystyle f=700(10^{m/2595}-1)=700(e^{m/1127}-1).}